# Stadtwerke Oranienburg
Die Stadtwerke Oranienburg  sind ein Unternehmen der Stadt Oranienburg.

## Geschichte

### 18. Jahrhundert
1702–1713 entstanden erste Anlagen für eine Wasserversorgung. Architekt und Hofbaumeister Johann Friedrich von Eosander errichtet auf dem Schlossgelände, nahe der Havel, einen 25 Meter hohen Wasserturm. Er dient für die "Wasserkünste" im Schloss und im Schlosspark. 1822 wird der Turm abgerissen. 1835 wurden im Oranienburger Stadtgebiet die ersten Gaslaternen aufgestellt. 17 Gaslichtspender standen vornehmlich vor den Häusern gut situierter Bürger, die für diesen Luxus halbjährlich zwei Thaler pro Laterne an die Stadtkasse entrichten.

### 19. Jahrhundert
1866–1868 wurden öffentliche Straßen und Plätze Oranienburgs durch Gaslaternen beleuchtet. Am 18. Februar 1866 schließt der Oranienburger Magistrat, unter Bürgermeister Wilhelm Kahlbaum, mit der Gasanstalt zu Potsdam, vertreten durch Gasdirektor Carl Blume, einen Gaslieferungsvertrag, nach welchem sich die Gasanstalt verpflichtet, öffentliche Straßen sowie privat und gewerblich genutzte Gebäude mit Gaslicht zu versorgen.
Am 10. Juni 1868 gibt das Oranienburger Wochenblatt bekannt, dass im Bereich des Lehnitzfeldes eine Gasanstalt entstehen soll, die vom Potsdamer Gasanstaltsdirektor Blume betrieben wird. Damit soll in folgenden Straßen die Versorgung mit Gaslicht sichergestellt werden: Berliner Straße bis Berliner Tor – Bernauer Straße – Lehnitzstraße – Mühlenstraße – Cremmener Vorstadt. 1895 wurde ein Vertrag zur Einführung des elektrischen Lichtes abgeschlossen.
Der Magistrat unterzeichnet mit der Firma Gustav Ebell & Co. einen Stromversorgungkontrakt. Im Frühling des gleichen Jahres wurde mit der Errichtung des Elektrizitäts- und Wasserwerkes an der Heidelberger Straße begonnen und nach einem Jahr abgeschlossen. 1896 brannte zum ersten Mal in Oranienburg elektrisches Licht. Am 1. August nahm der Werksdirektor Karl Weinberg die ersten Turbinen in Betrieb. 1898 war die Elektrifizierung im Stadtgebiet  abgeschlossen. Oranienburg hatte zu dieser Zeit etwa 7000 Einwohner.

### 20. Jahrhundert
1906 wurde die bestehende Energieerzeugungsanlage erweitert. Im Zuge des Abschlusses eines Vertrages über Stromlieferungen für die Eisenbahnverwaltung Berlin, die im Norden der Stadt eine Schnellbahn-Versuchsstrecke errichtet, wird innerhalb von drei Monaten für 350.000 Mark die Stromversorgungsanlage ausgebaut. 1908 wurden die Anlagen für die Trinkwassererzeugung erweitert, weil die Wasserabnahme infolge der Industrialisierung Oranienburgs deutlich angestiegen war.
1908 errichtete das private Versorgungsunternehmen Gas- und Wasserwerke Birkenwerder R. & A. Hengstenberg das  Gaswerk Sachsenhausen. Die Anstalt liefert Gas in die Gemeinden Friedrichsthal, Fichtengrund und Sachsenhausen. 1910 erwarb das Märkische Elektrizitätswerk das Oranienburger Elektrizitäts- und Wasserwerk. Der Jahresverbrauch in Oranienburg belief sich auf 800.000 Kilowattstunden. Das elektrische Leitungsnetz erstreckte sich auf eine Länge von 231 Kilometer, das Wasserleitungsnetz auf 30 Kilometer. 1911 erwarb die Stadtgemeinde Oranienburg das Gaswerk von den Gas- und Wasserwerken Birkenwerder für 250.000 Mark, und die Stadt erhielt eine Gaskonzession auf 30 Jahre. Von 1912 bis 1936 wurde die Gasversorgung im westlichen Niederbarnim nach und nach zentralisiert. Das Gaswerk Sachsenhausen wurde an die G.m.b.H. Gasversorgung Niederbarnim West verkauft. Das Unternehmen belieferte in der Folgezeit auch die Gemeinden im südlichen Umland der Stadt. 1925 wurde die Leistung der Gasanstalt gedrosselt, weil die Gesellschaft einen Konzessions- und Liefervertrag mit den Berliner Städtischen Gaswerken abschloss. 1936 wurde das Gaswerk Sachsenhausen liquidiert.
In den Jahren 1916–1928 ging die Elektroversorgung in die öffentliche Hand über. Die Provinzialverwaltung Brandenburg erwarb zunächst die Aktienmehrheit an der Märkischen Elektrizitätswerk AG. 1920 befindet sich das MEW AG vollständig in öffentlichem Besitz. Das Oranienburger Elektrizitätswerk musste seine Stromabgabe immer weiter reduzieren, weil immer mehr Strom aus dem neuen Großkraftwerk Finkenherd abgenommen wird. 1928 wird die Oranienburger Stromproduktion eingestellt.
1944/1945 wurde das öffentliche Versorgungssystem zerstört. Oranienburg als einer der größten Rüstungsstandorte mit den Heinkel-Werken, und Auer-Werke wurde Ziel amerikanischer Fliegerbomben. Von 3872 Gebäuden und Anlagen im Stadtgebiet wurden bis zum Kriegsende 1079 leicht, 324 schwer und 609 total zerstört. Ab Mai 1945 wurde bis zum 18. August 1945 die Stromversorgung wieder hergestellt. 1945–1989 erfolgte die Verstaatlichung der Energieversorgung und Wasserwirtschaft der DDR. Die Versorgung mit Elektroenergie und Gas übernahm in den letzten Jahren der DDR das Energiekombinat Potsdam. Die Wasserversorgung und -entsorgung war Aufgabe des VEB WAB, der Wasser- und Abwasseraufbereitenden Betriebe.
1969/1970 wurde mit der Planung und Errichtung eines Heizwerkes begonnen. Oranienburger Neubausiedlungen sollten aus bis zu sechs Heizkesseln über ein Rohrleitungsnetz mit Fernwärme versorgt werden. Das Heizwerk Oranienburg als Abteilung Heizwerk beim Rat der Stadt Oranienburg wurde gegründet. Damit war der erste Grundstein für die heutigen Stadtwerke gelegt. 1972 wurden am 1. August die ersten Wohnungen in Oranienburg mit Fernwärme beheizt. 1976 entstand der VEB Wärmeversorgung. Die Abteilungen Heizwerk beim Rat der Stadt Hennigsdorf und dem Rat der Stadt Oranienburg werden am 1. Januar zum VEB Wärmeversorgung zwangsvereinigt. Wirtschaftsleitendes Organ für den neuen volkseigenen Betrieb war der Rat des Kreises Oranienburg.
Dem politischen Umbruch in der DDR folgt am 1. Juni 1990 die Umwandlung und Aufteilung des VEB Wärmeversorgung in die Fernwärme GmbH Oranienburg und Stadtwärme Hennigsdorf GmbH als Treuhandbetriebe. Am 27. Juni 1991 wurde das Fernwärmeunternehmen in Stadtwerke Oranienburg GmbH umbenannt. Der Gegenstand des Unternehmens erweiterte sich durch die Übernahme weiterer kommunalwirtschaftlicher Aufgaben. Die Stadt Oranienburg wurde zu 100 Prozent Gesellschafter der Stadtwerke. 1992 wurde die Erdgasversorgung Oranienburg GmbH gegründet. Die Eigenständigkeit der Gasversorgung wurde durch den Abschluss eines Konsortialvertrages zwischen der Stadtwerke Oranienburg GmbH, der Gemeinde Lehnitz, den Vereinigten Elektrizitätswerken Westfalen (VEW), der Westfälische Ferngas-AG (WFG) und der Gaz de France Deutschland GmbH über die Gründung der Erdgasversorgung Oranienburg GmbH (EVO) gesichert. 1993 wurde das neue Verwaltungsgebäude in der Klagenfurter Straße bezogen. 1994 ging ein neues Blockheizkraftwerk in Betrieb.
1994 übernahmen die Stadtwerke die Oranienburger Wasserversorgung und Abwasserentsorgung. Zuvor war die Potsdamer Wasserversorgung und Abwasserbehandlung GmbH mit dieser Aufgabe betraut. Die Abwasserentsorgung wurde dem dafür gegründeten städtischen Eigenbetrieb Entwässerungsbetrieb Oranienburg übertragen. Die Betriebsführung erfolgt durch die Stadtwerke.
1995 übernahm die EVO die Erdgasversorgung in der Stadt. Der Anteil der Kommunen Oranienburg und Lehnitz an der Gesellschaft beträgt 51 Prozent, die restlichen Anteile haben der Westfälische Ferngas-AG (ab 1998 ersetzt durch die Westfälische Gasversorgung AG & Co. KG) und der Gaz de France Deutschland GmbH. 1996 übernahmen die Stadtwerke auch die städtische Stromversorgung nach langen Verhandlungen mit der Märkischen Energieversorgung AG (MEVAG).
Am 27. Januar 1998 ging das vom Land Brandenburg unterstützte Pilotprojekt Brennstoffzellen-BHKW in Betrieb. Produkt des Reaktionsprozesses ist Wasser. Entstehender Strom und Wärme wird in die lokalen Netze eingespeist. Am 9. April 1998 gründen die Stadtwerke ein weiteres Tochterunternehmen. Die Stadtservice Oranienburg GmbH bietet sportlich-kulturelle Dienstleistungen an und plant und betreibt ein Freizeitbad mit Sportanlagen. Am 15. Mai 1998 ging das neue Wasserwerk Sachsenhausen in der Schmachtenhagener Straße in Betrieb. In der Anlage wird für das Versorgungsgebiet Grundwasser aus dem nördlich gelegenen Gewinnungsgebiet aufbereitet. Die Stadtwerke-Tochtergesellschaft Stadtservice Oranienburg GmbH gründete gemeinsam mit der Artec GmbH Leegebruch sowie Ralf Sepke die enuTEC GmbH, ein Unternehmen, das Dienstleistungen in den Bereichen Energiemanagement,  Energiewirtschaft und Umweltmanagement anbietet.
Die innerstädtische Kläranlage in der Lehnitzstraße wurde 1999 stillgelegt. Das Oranienburger Abwasser wird zum Klärwerk Wansdorf, einem Gemeinschaftsvorhaben verschiedener Kommunen und der Berliner Wasserbetriebe, übergeleitet.

### 21. Jahrhundert
Am 1. Januar 2000 gründeten die Stadtwerke gemeinsam mit 17 weiteren Stadtwerken der Bundesländer Brandenburg und Mecklenburg-Vorpommern und der e.dis AG die local energy GmbH. Das Unternehmen vermarktet alternative Stromangebote. Im Juni 2001 wurde ein neues Kundenzentrum eingeweiht.
Das Freizeitzentrum  T.U.R.M. ErlebnisCity Oranienburg an der André-Pican-Straße war das größte Projekt der Stadtwerke-Tochter Stadtservice Oranienburg GmbH und wurde Februar 2002 übergeben. Die Stadtwerke bieten seit 2005 Erdgas als Kraftstoff an.
Am 4. Februar 2005 nahm die Stadtwerketochter Erdgasversorgung Oranienburg GmbH an der Total-Tankstelle in der Saarlandstraße die erste Erdgassäule im Landkreis Oberhavel in Betrieb.
Im Jahr 2006 gingen vom Alleingesellschafter der Stadtwerke, der Stadt Oranienburg, 49,9 % der Anteile an den H/H Stadtwerkefonds KGaA über. Dieser Fond basiert auf einem Konzept der HSH Nordbank und der Landesbank Hessen-Thüringen (Helaba). Gleichzeitig wurde die Stadtwerketochter Stadtservice Oranienburg GmbH an die Stadt Oranienburg verkauft.
Durch eine Kapitalerhöhung des H/H Stadtwerkefonds KGaA im Jahr 2007 stieg deren Beteiligung an den Stadtwerken Oranienburg auf 64,9 %.
Im November 2010 erwarb die Gelsenwasser AG, der nordrhein-westfälische Dienstleister für Wasser, Abwasser und Energie, vom H/H Stadtwerkefonds KGaA Mehrheitsanteile an den Stadtwerken von 64,9 %.
Das 20-jährige Bestehen der Stadtwerke wurde am 19. und 20. August 2011 mit Kunden, Mitarbeiten und Gästen der Stadtwerke Oranienburg im Schlosspark der Stadt gemeinsam gefeiert.
Zum 1. Januar 2012 verkaufte die Gelsenwasser AG den von ihr gehaltenen 64,9 %-Anteil an die Stadt Oranienburg. Die Stadtwerke Oranienburg wurden so vollständig rekommunalisiert. Der Gesellschafter der Stadtwerke ist zu 100 Prozent die Stadt Oranienburg.
Im Jahr 2013 haben die Stadtwerke alle Geschäftsteile der Erdgasversorgung Oranienburg (EVO) übernommen. Dadurch konnten beide Unternehmen verschmolzen werden. Die Verschmelzung erfolgte am 27. Juni 2014 rückwirkend zum 1. Januar 2014.
Im Jahr 2017 starten die Stadtwerke Oranienburg den Vertrieb von Strom online bundesweit unter der Marke ORIGINAL ENERGIE mit der Website www.originalenergie.de. 2018 startet auch das Angebot von Erdgas über ORIGINAL ENERGIE. In einer Studie „Heizstromanbieter“ des Deutschen Instituts für Service-Qualität werden die Stadtwerke Oranienburg 2018 mit dem Heizstrom-Angebot der Marke ORIGINAL ENERGIE Testsieger mit dem Qualitätsurteil „sehr gut“.
Als 100-prozentige Tochter der Stadt Oranienburg übernimmt die neu gegründete Oranienburg Holding GmbH Ende 2018 die Anteile der Stadt Oranienburg an der Stadtwerke Oranienburg GmbH. Die Aufgabe der kommunalen Holding ist, sämtliche privatrechtlich organisierten Tätigkeitsfelder der Stadt Oranienburg zu bündeln.